# Yangshuo

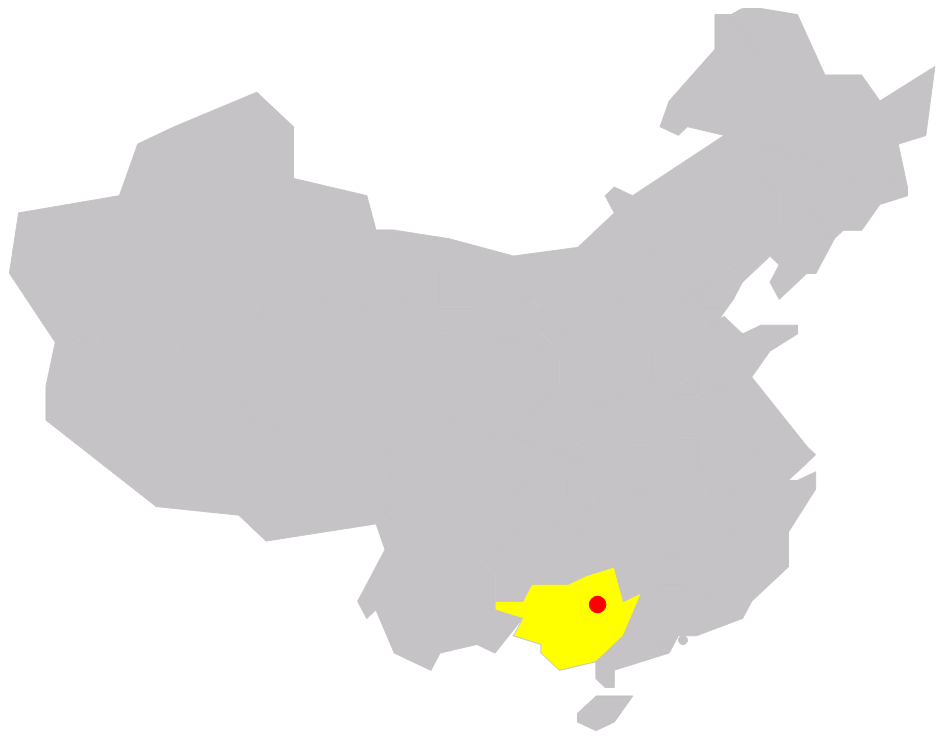
China (grau), Guangxi (gelb), Yangshuo (rot)

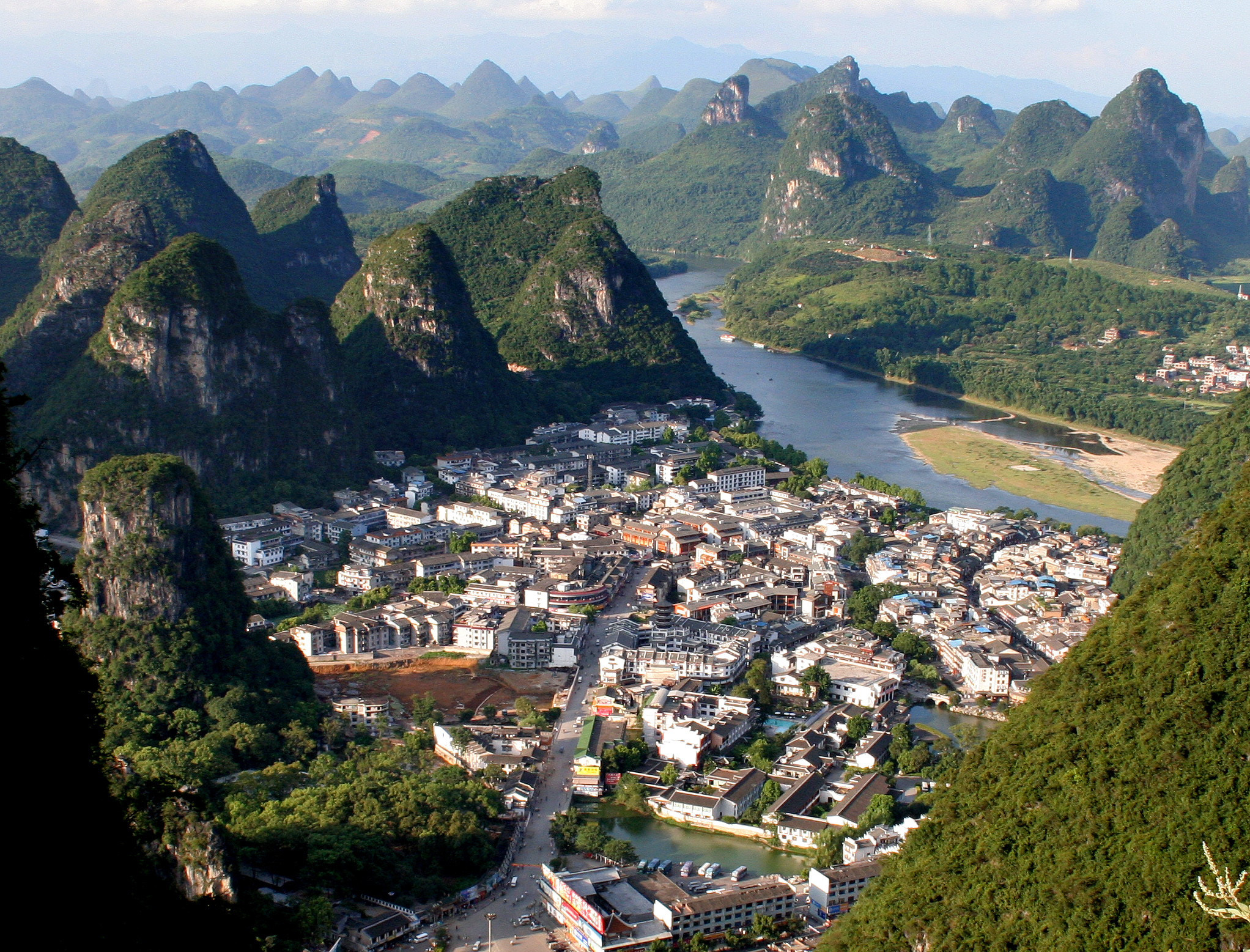
Yangshuo und der Li-Fluss im Hintergrund

Yangshuo (chinesisch 陽朔縣 / 阳朔县, Pinyin Yángshuò Xiàn; Zhuang Yangzsoz Yen) ist ein Kreis der bezirksfreien Stadt Guilin im Autonomen Gebiet Guangxi der Zhuang in der Volksrepublik China.

## Lage
Yangshuo liegt im Karstgebiet südlich des Stadtzentrums von Guilin, etwa 65 km vom Hauptbahnhof entfernt.

## Größe
Yangshuo hat eine Fläche von 1.434 km² und 289.800 Einwohner (Stand: 2018). Hauptort und Verwaltungszentrum des Kreises ist die Großgemeinde Yangshuo. Sie zählte beim Zensus im Jahr 2000 noch knapp 41.000, im Jahre 2008 aber schon ca. 100.000 Einwohner.

## Wirtschaft

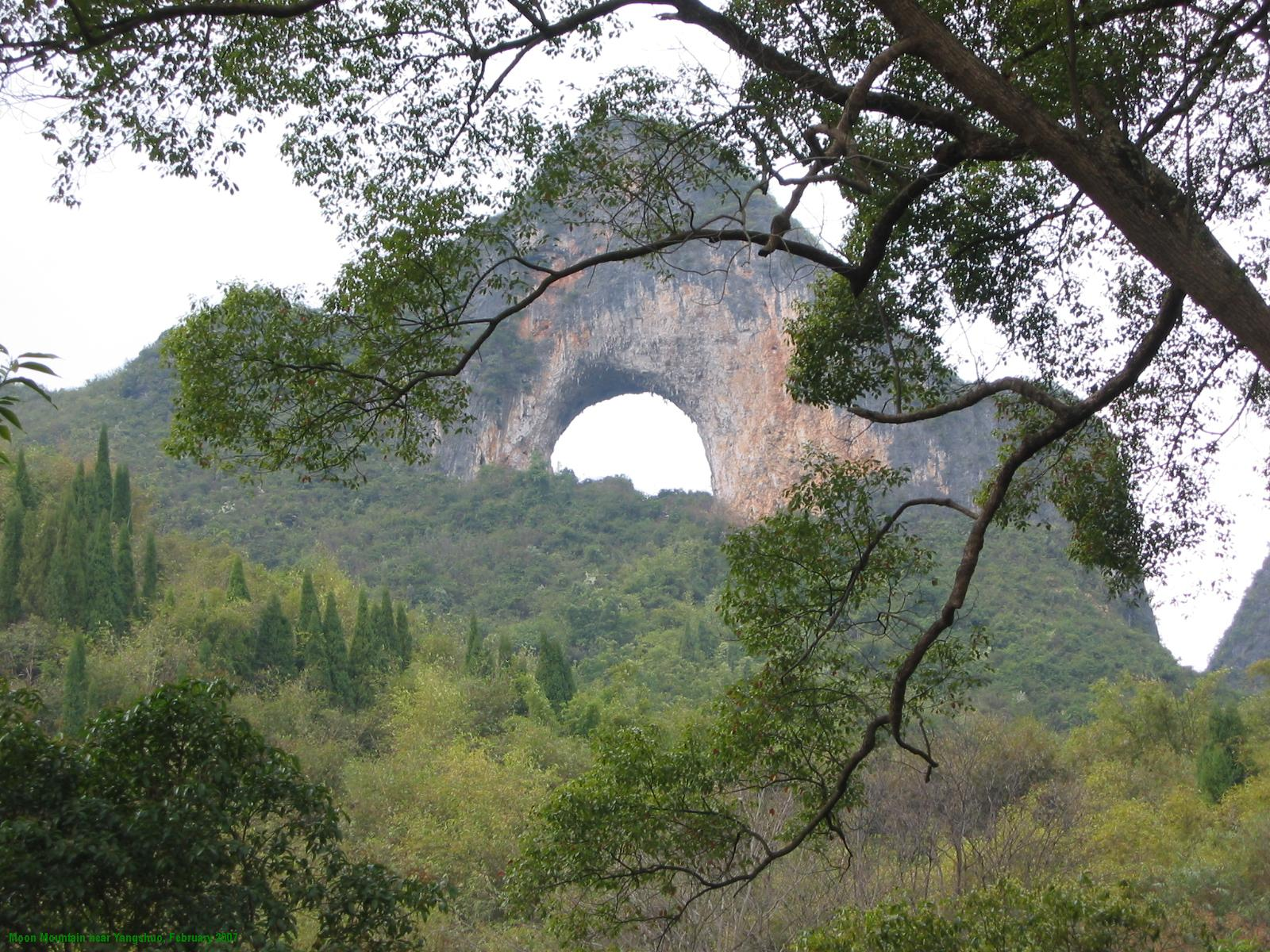
Mondberg (月亮山 Yuèliàng Shān). Auf dem Gipfel gibt es eine offene Stelle, die wie ein Mond aussieht. Diese ist 50 Meter hoch und 50 Meter breit.

Volkswirtschaftlich trägt der Fremdenverkehr erheblich zum Lebensstandard der Einwohner bei. 
In den 1980er Jahren wurde Yangshuo bei ausländischen Rucksacktouristen beliebt, und in den späten 1990er Jahren begannen organisierte Touren. Damals machten einheimische Touristen nur einen kleinen Teil der Besucher aus, aber 2005 überwogen sie die ausländischen Touristen. Heute ist Yangshuo ein Urlaubsziel für in- und ausländische Reisende.
Aufgrund der relativ hohen Zahl ausländischer Besucher sprechen viele Einheimische etwas Englisch, anders als in den meisten chinesischen Städten dieser Größe.
In der Region Yangshuo gibt es zahlreiche Klettergebiete, die mit dem Fahrrad, dem öffentlichen Bus oder einem Taxibus erreichbar sind. Der berühmteste dieser Felsen ist der Mondberg.
Der Guilin-Karst in Yangshuo wurde im Jahr 2014 als Teil der Karstlandschaften in Südchina in das UNESCO-Welterbe eingetragen.

## Administrative Gliederung
Auf Gemeindeebene setzt sich Yangshuo aus sechs Großgemeinden und drei Gemeinden zusammen. Diese sind (Einwohnerzahlen Zensus 2000):
- Großgemeinde Yangshuo (阳朔镇), 40.891 Einwohner;
- Großgemeinde Baisha (白沙镇), 41.621 Einwohner;
- Großgemeinde Fuli (福利镇), 41.438 Einwohner;
- Großgemeinde Xingping (兴坪镇), 36.427 Einwohner;
- Großgemeinde Putao (葡萄镇), 28.176 Einwohner;
- Großgemeinde Gaotian (高田镇), 29.611 Einwohner;
- Gemeinde Jinbao (金宝乡), 26.438 Einwohner;
- Gemeinde Puyi (普益乡), 10.544 Einwohner;
- Gemeinde Yangdi (杨堤乡), 9.494 Einwohner.

## Ethnische Gliederung der Bevölkerung Yangshuos (2000)
Beim Zensus im Jahr 2000 wurden in Yangshuo 264.640 Einwohner gezählt.
| Name des Volkes | Einwohner | Anteil  |
| --------------- | --------- | ------- |
| Han             | 231.526   | 87,49 % |
| Zhuang          | 29.632    | 11,2 %  |
| Yao             | 2.501     | 0,95 %  |
| Hui             | 283       | 0,11 %  |
| Miao            | 260       | 0,1 %   |
| Mulam           | 108       | 0,04 %  |
| Sonstige        | 330       | 0,12 %  |

## Partnerstadt
Der Kreis Yangshuo hat eine Partnerstadt:
- Rapid City, Vereinigte Staaten

## Bildergalerie

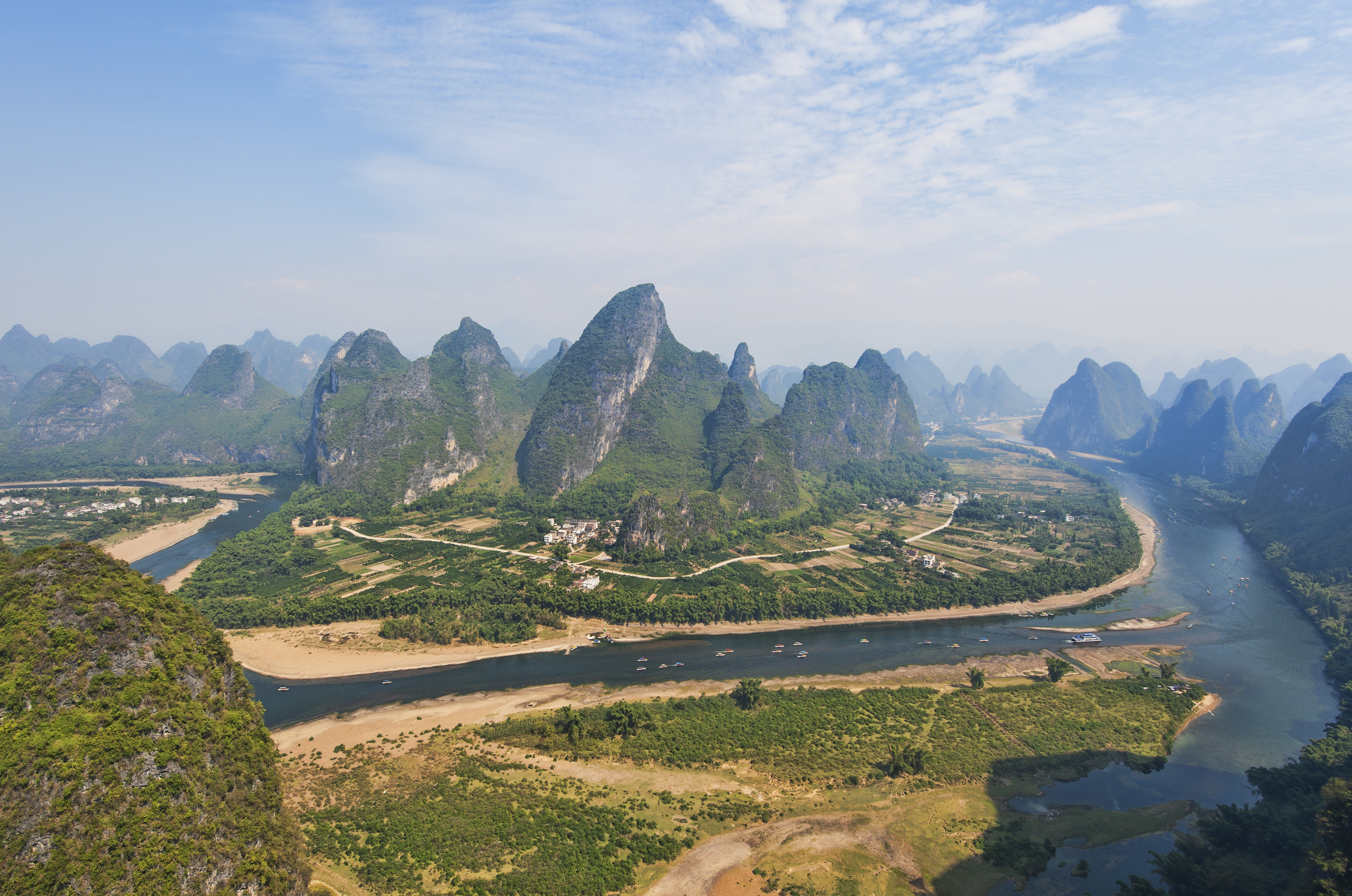
Li-Fluss
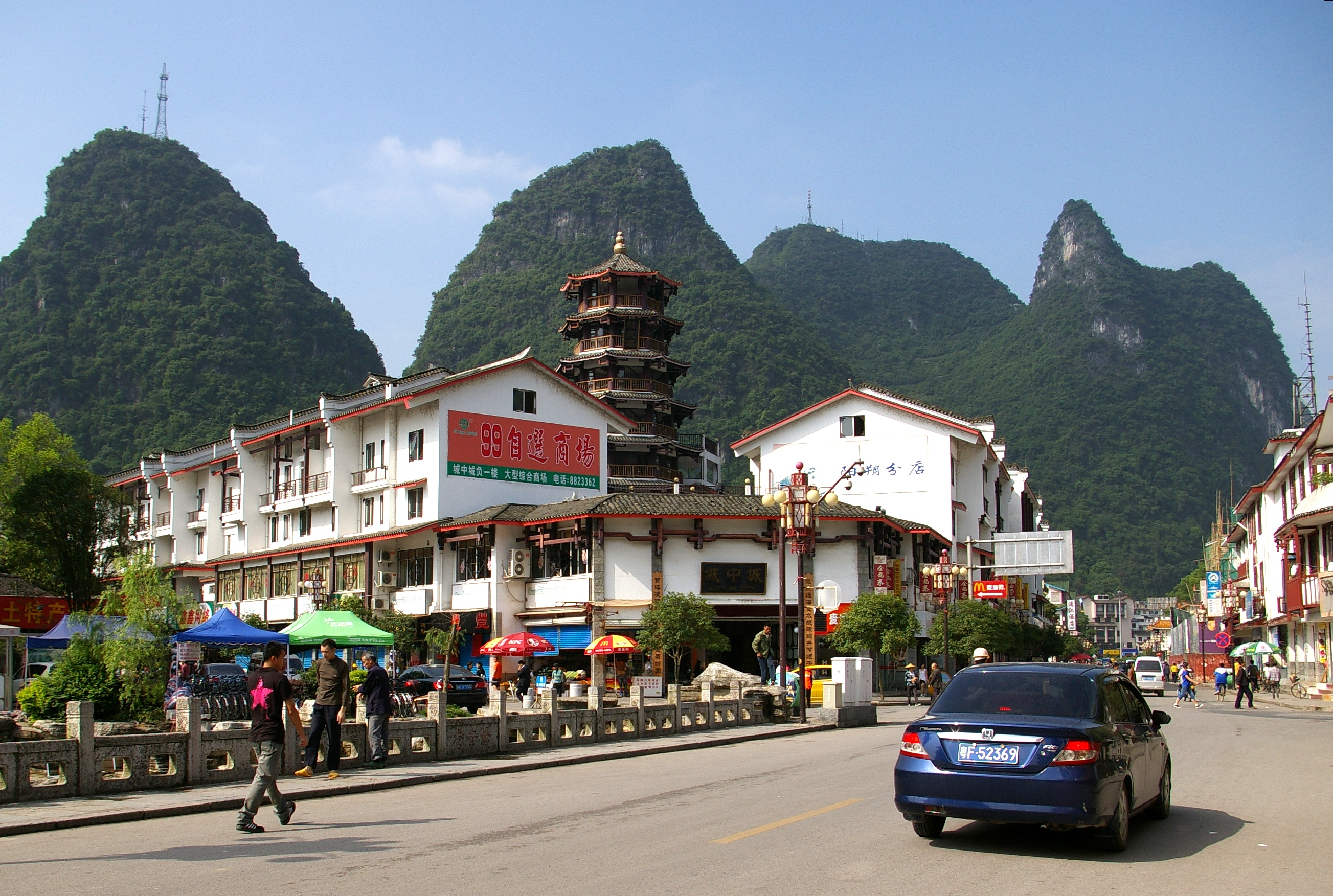
Straße
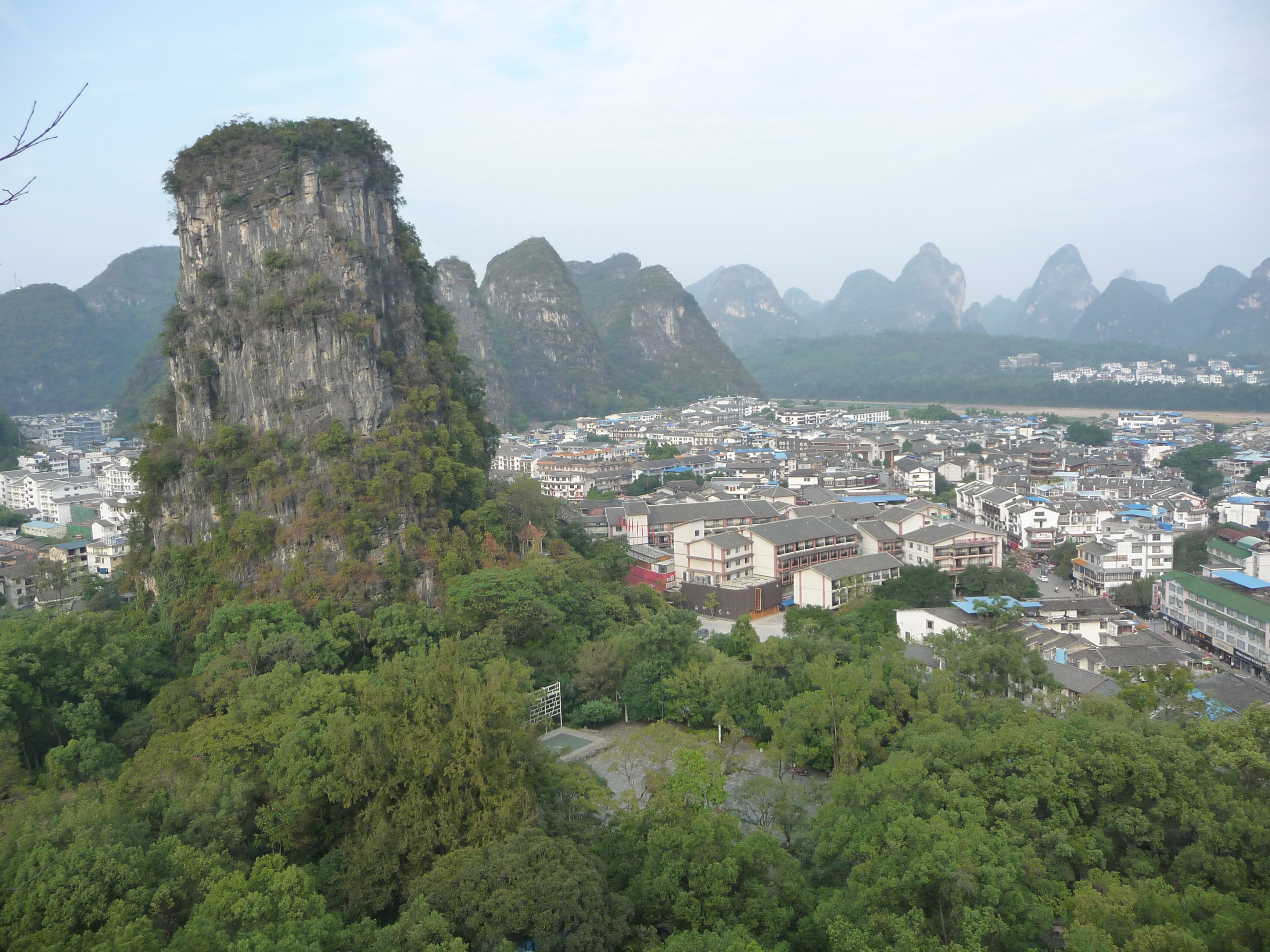
Stadtansicht
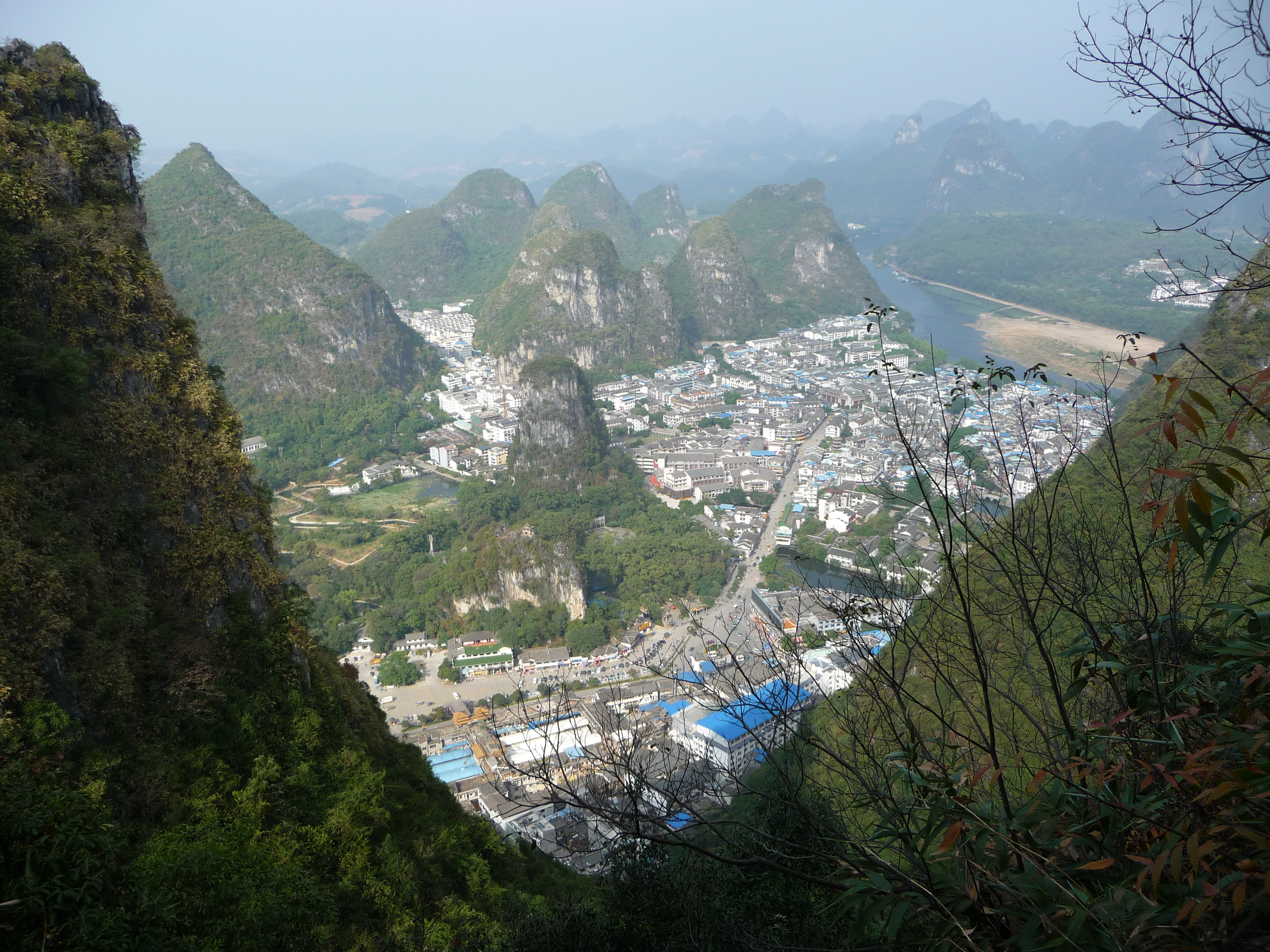
Blick vom Fernsehturm
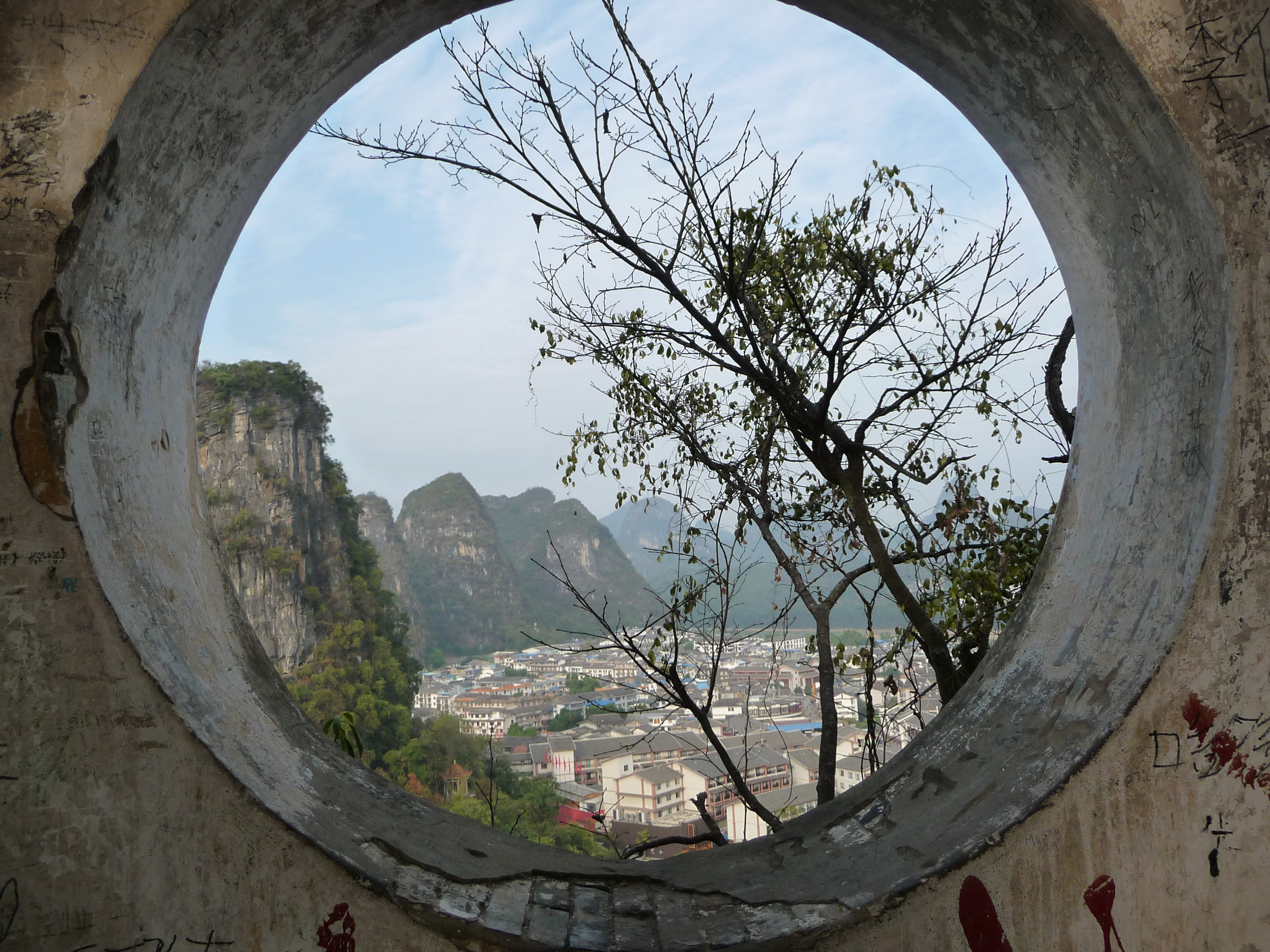
Yangshuo-Park
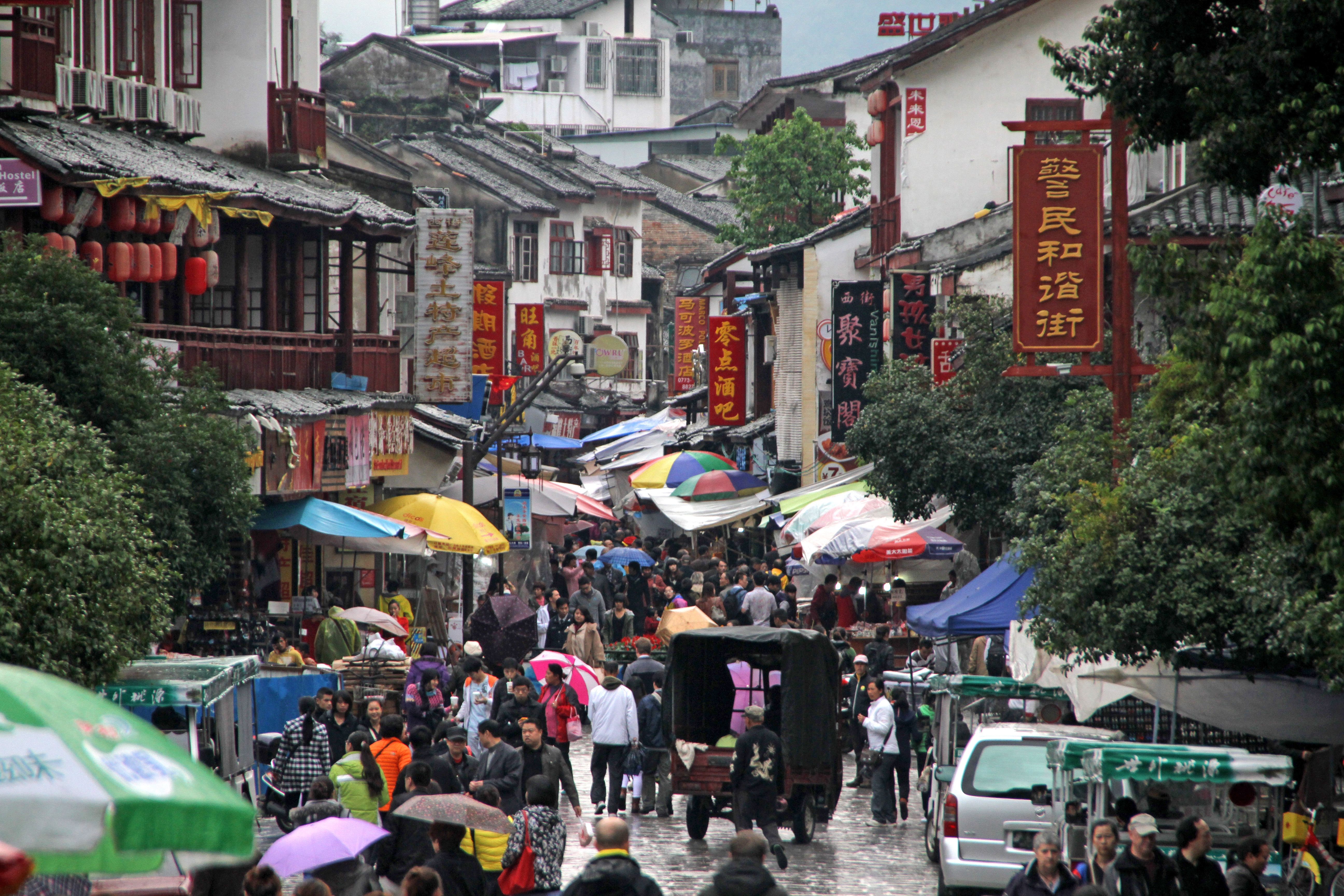
Weststraße
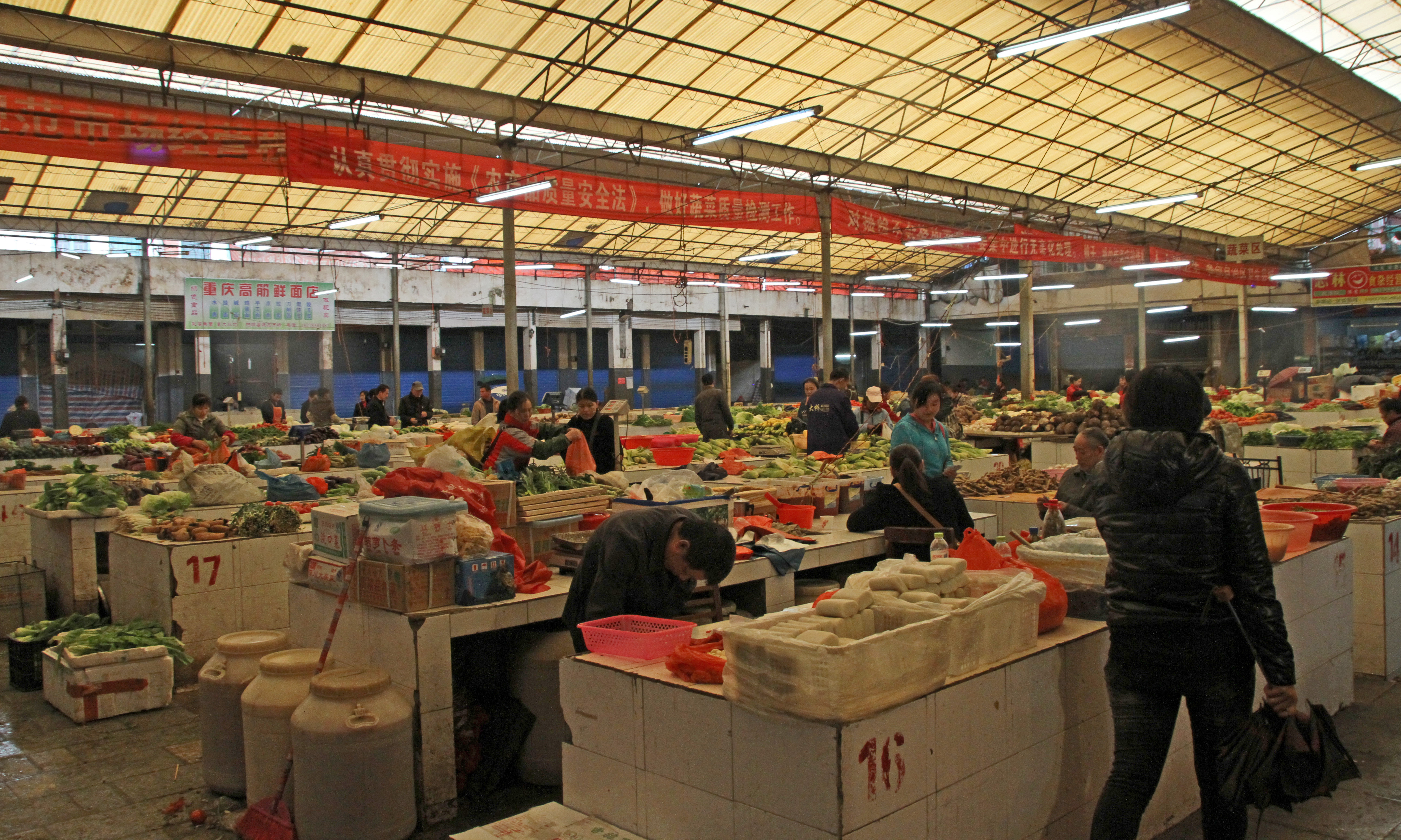
Markthalle
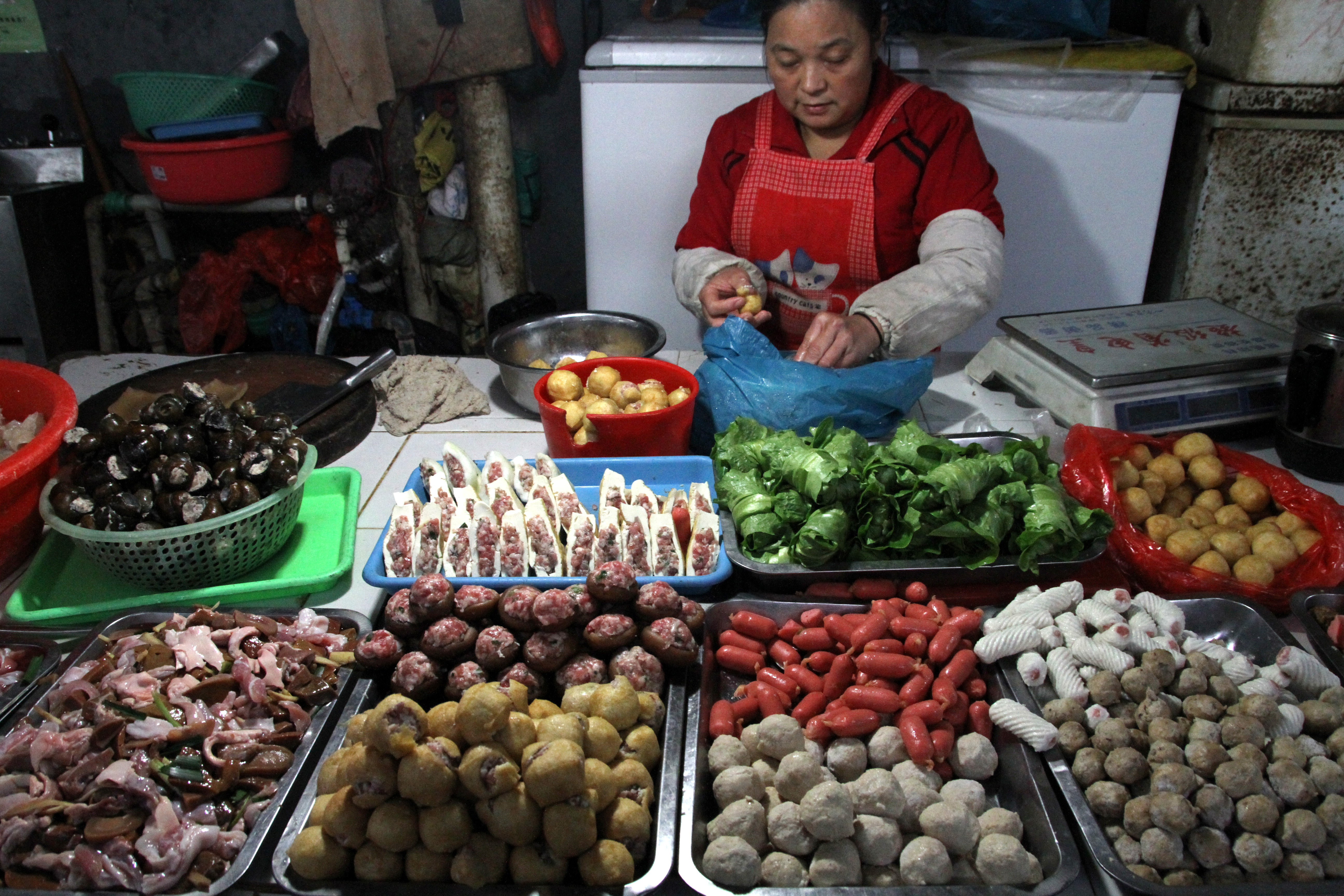
Marktstand
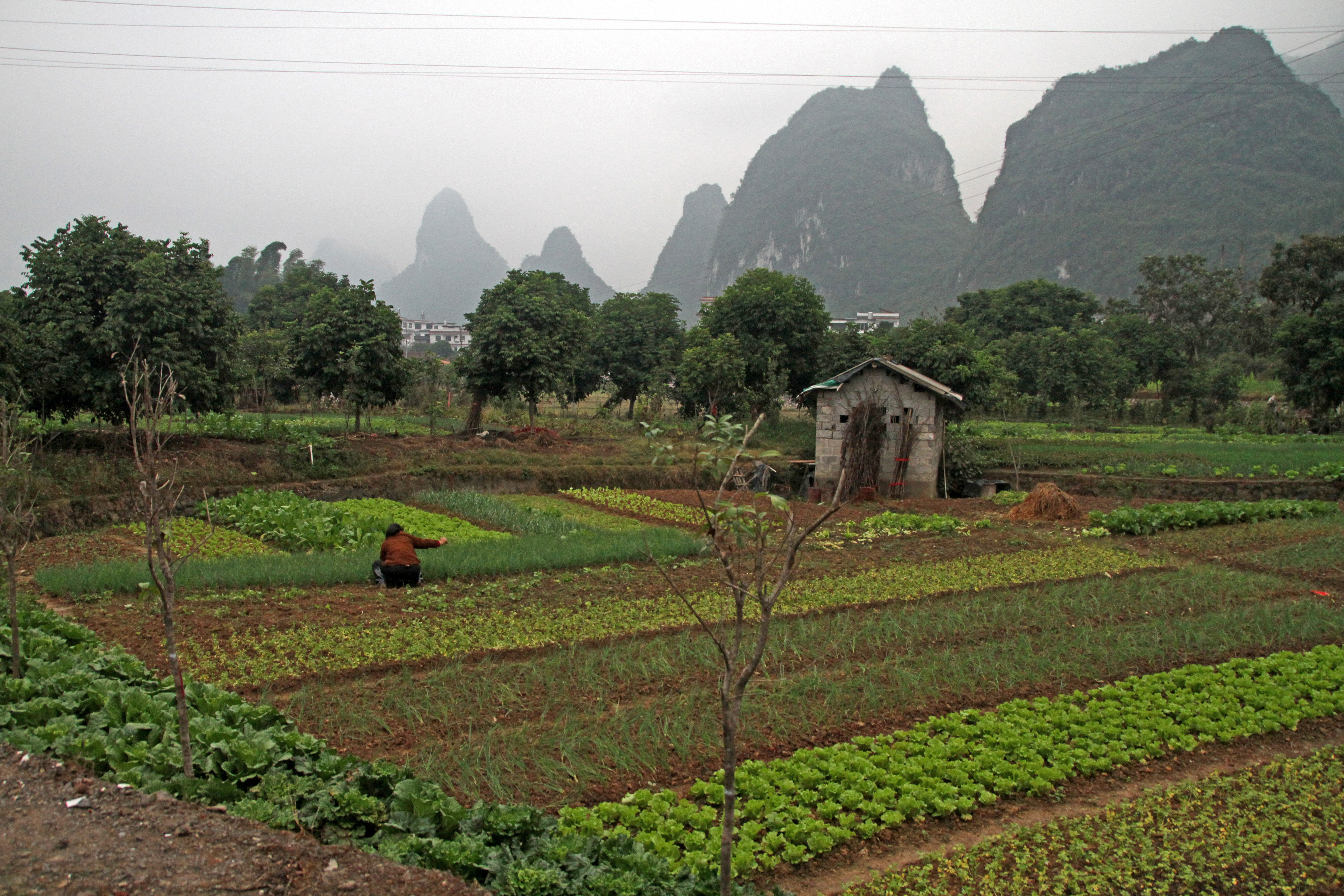
Gemüsegarten
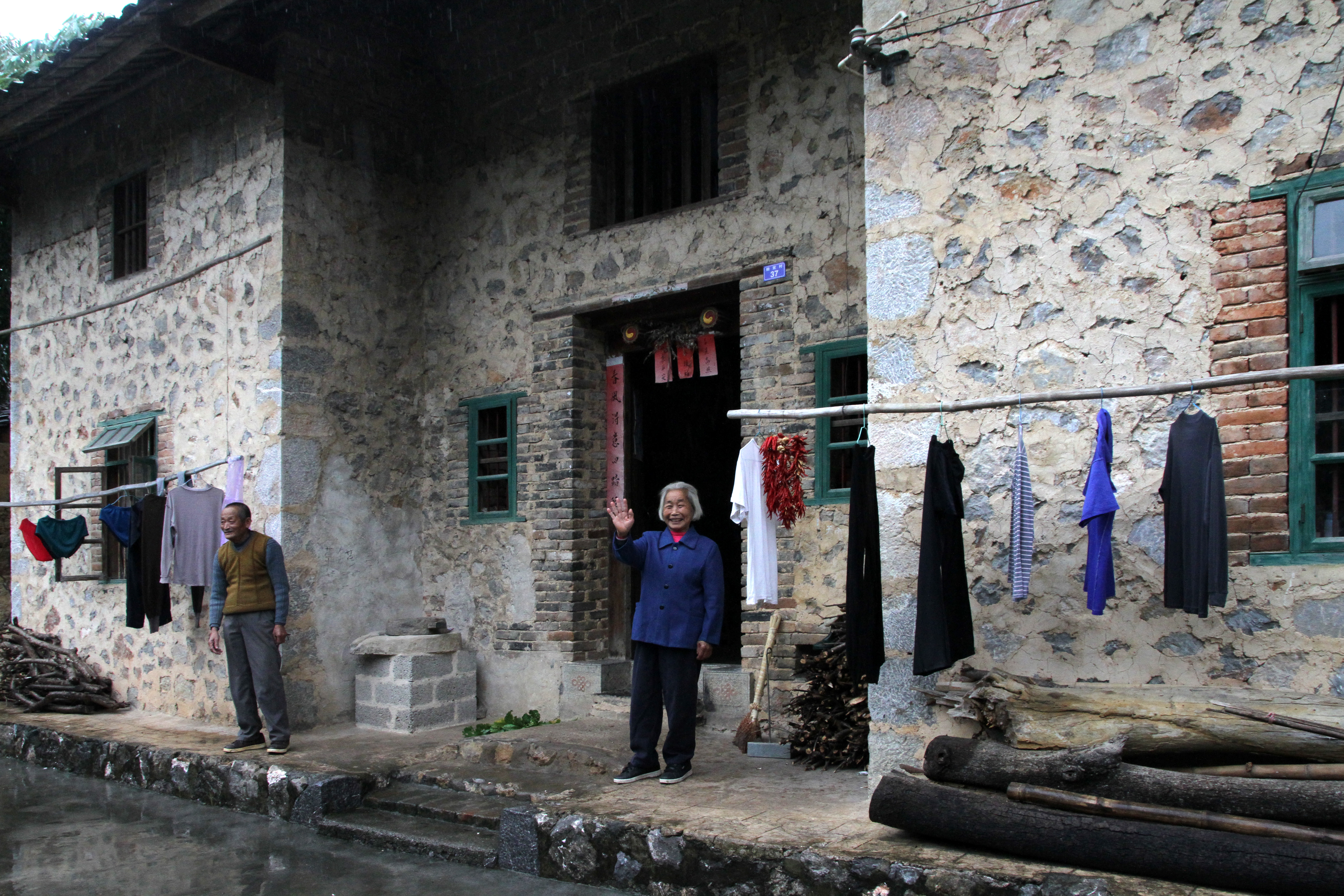
Besuch auf dem Land
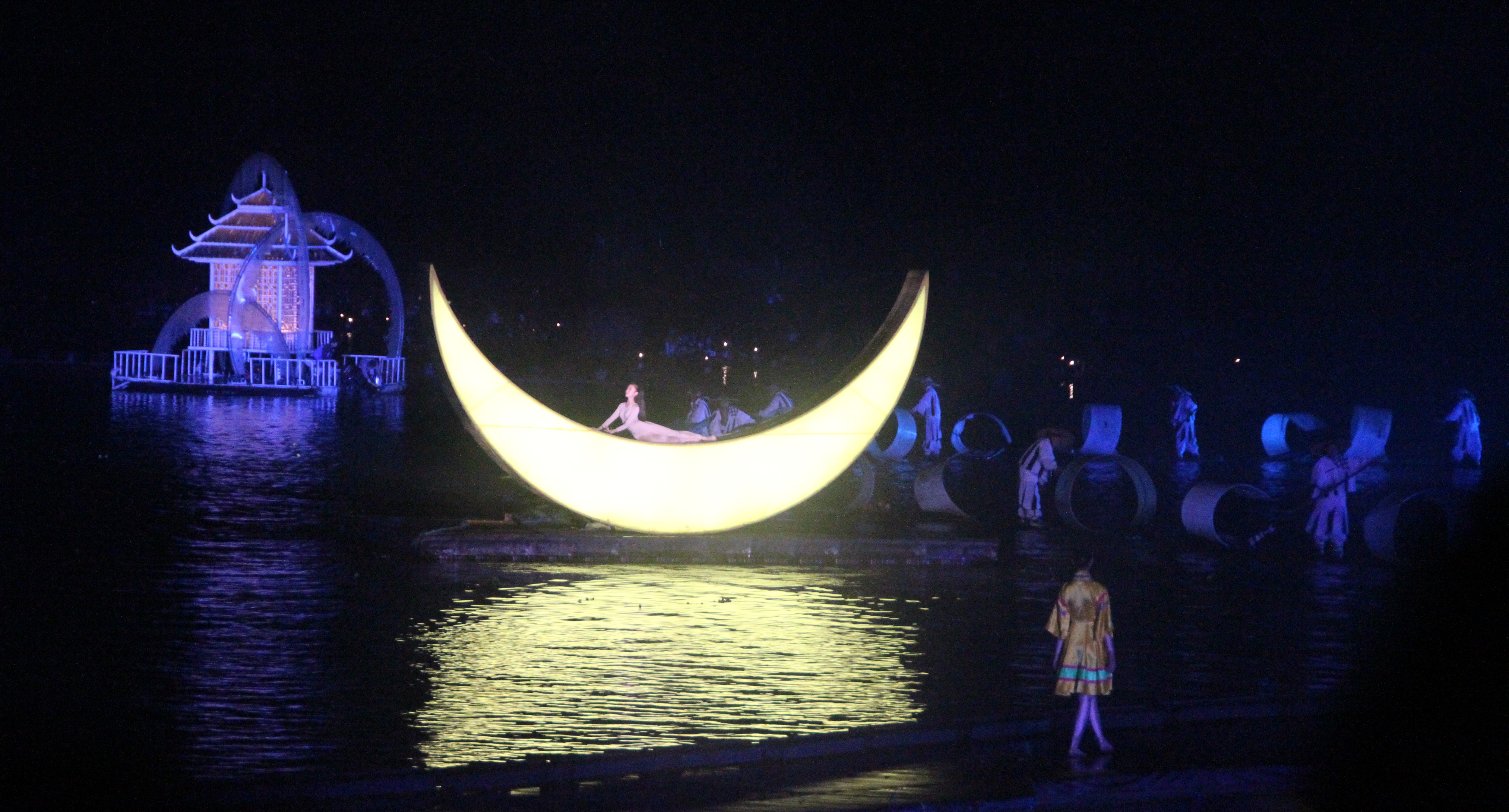
Impression Liu Sanjie